# 喬林知
喬林 知（たかばやし とも、8月26日 - ）は日本の小説家、ライトノベル作家。代表作『㋮シリーズ』は『今日から㋮王!』のタイトルでアニメ化されている。
喬林 親(たかばやし ちか)から改名。ムービックのアンソロジー集｢危ないセカンド・ラヴ」･｢HB｣に短篇を掲載していた。血液型はO型。

## 人物
酒と映画と文庫本が好きだが、それ以上に犬が好き。
大の西武ライオンズファンであり、特に伊東勤が好き。
音楽を趣味にしたいらしいが金管楽器しか出来ず、近所迷惑を考え技巧派口笛で本人は満足しているらしい。
（自称）原稿を書き上げるのが遅い。
どことなく親父くささが出ているためか、読者にはよく「男性ですか？」と質問されることがあるらしい。ついでに外国人にも間違われるらしい。

## 作品リスト
- ㋮シリーズ
- ほっとけないよ！(喬林親 名義、コスミックインターナショナル 1998年8月) ISBN 978-4-88532-940-1